# Pietà (Cosmè Tura)
La Pietà è un dipinto tempera su tavola (47,7 x 33,5 cm) di Cosmè Tura, databile al 1460 circa e conservato nel Museo Correr di Venezia.

## Storia
La tavola apparteneva alla ampia e varia collezione del nobiluomo Teodoro Correr che, con legato testamentario del 1º gennaio 1830, la legò alla città di Venezia. Inizialmente fu attribuita a Luca d'Olanda ma già nel 1859, da Vincenzo Lazari, venne riconosciuta la mano del pittore ferrarese Cosmè Tura. 
Il confronto con altre opere del pittore, come Calliope (Cosmè Tura), il Polittico Roverella (già in San Giorgio Fuori le Mura), hanno fatto propendere gli studiosi per una datazione intorno agli anni '60 del Quattrocento.

## Descrizione e stile
L'opera presenta un'iconografia abbastanza classica, quella del Vesperbild, leggermente rivisitata, dove la dimensione del dolore viene sublimata. Maria è seduta sul bordo dell'avello, al centro della composizione, mentre regge il corpo del figlio morto; sullo sfondo il Monte Calvario.
La qualità pittorica è altissima, in alcuni punti è visibile il disegno sottostante fatto direttamente sullo strato del gesso, si ammira un sapiente uso delle lacche e delle velatura ad olio. 
L'opera è ricca di simbologie e significati, tra questi, il più curioso si trova sulla sinistra dello spettatore: nell'angolo, vicino a una rovinosa caduta di colore, si scorge una scimmietta sulla cima di un albero che sta a ricordare la natura inferiore dell'uomo rispetto a quella divina. 
Stilisticamente quindi si colloca pienamente in linea con la pittura ferrarese di fine Quattrocento, tra le influenze nordiche e l'interpretazione delle novità portate da Mantegna nella vicina Padova.